# Сельское поселение «Село Казакевичево»
Се́льское поселе́ние «Село Казакевичево» — муниципальное образование в Хабаровском районе Хабаровского края Российской Федерации.
Административный центр — село Казакевичево.

## История
Статус и границы сельского поселения установлены Законом Хабаровского края от 28 июля 2004 года № 208 «О наделении посёлковых, сельских муниципальных образований статусом городского, сельского поселения и об установлении их границ».

## Население
| 2010 | 2011 | 2012 | 2013 | 2014 | 2015 | 2016 |
| ---- | ---- | ---- | ---- | ---- | ---- | ---- |
| 824  | ↗827 | ↗911 | ↘897 | ↘888 | ↘870 | ↘839 |
| 2017 | 2018 | 2019 | 2020 | 2021 | 2024 | 2025 |
| ↘824 | ↘816 | ↘785 | ↘734 | ↗869 | ↘850 | ↘846 |

## Состав сельского поселения
| № | Населённый пункт | Тип населённого пункта       | Население |
| - | ---------------- | ---------------------------- | --------- |
| 1 | Казакевичево     | село, административный центр | ↗869      |